# Мицевцы
Мицевцы (укр. Міцівці) — село в Дунаевецком районе Хмельницкой области Украины.
Население по переписи 2001 года составляло 1501 человек. Почтовый индекс — 32430. Телефонный код — 3858. Занимает площадь 2,985 км². Код КОАТУУ — 6821886501.

## Местный совет
32430, Хмельницкая обл., Дунаевецкий р-н, с. Мицевцы